# Ceratarges
Genre
Ceratarges est un genre de trilobites, arthropodes marins éteints, appartenant à l'ordre des Lichida et à la famille des Lichidae. Il a vécu au cours du Dévonien (étages Emsien et Eifelien) il y a environ entre 402 et 388 Ma (millions d'années).
On retrouve ses fossiles en Allemagne, en France, en Angleterre, en Belgique, au Maroc et probablement en Russie.

## Description

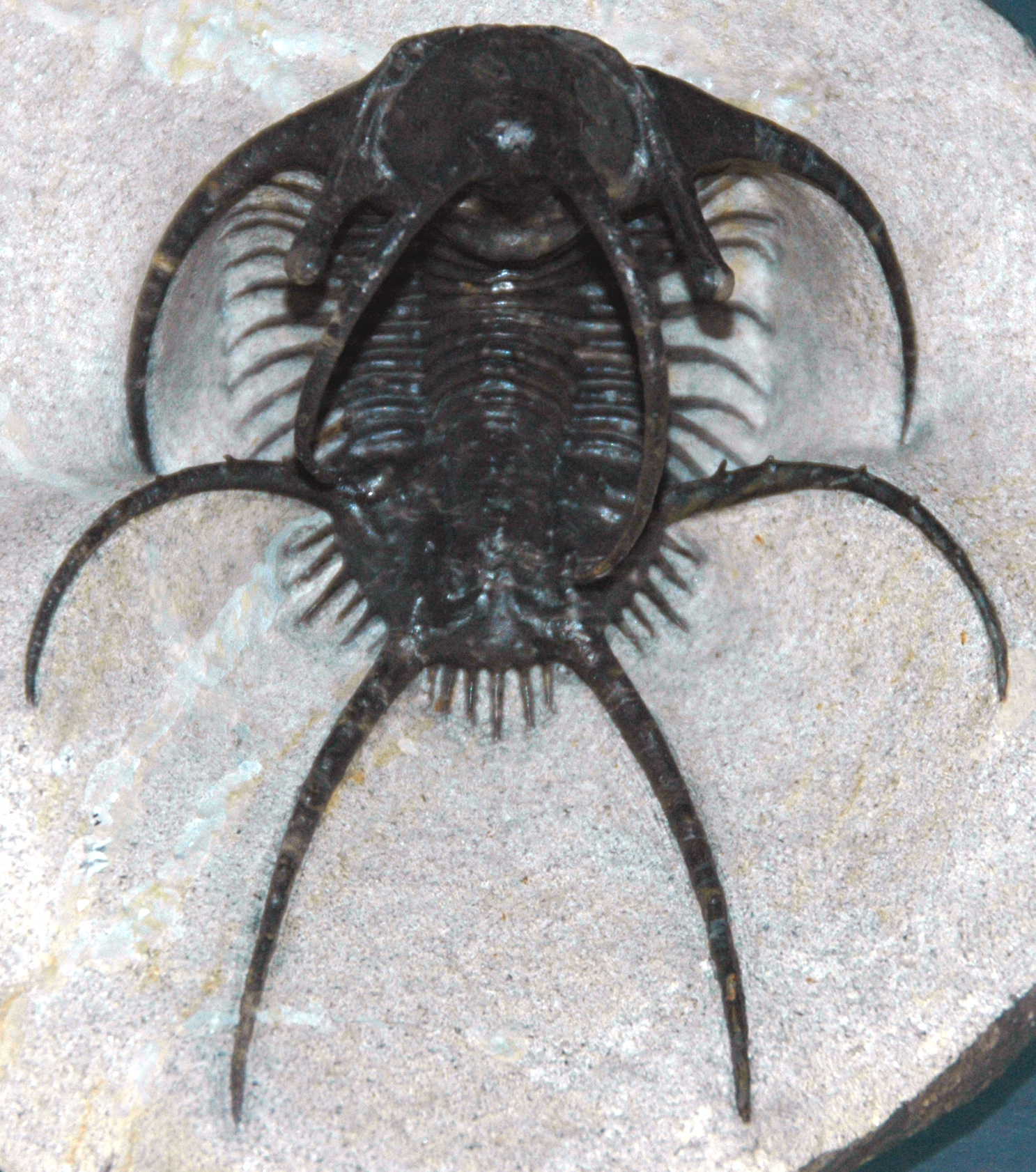
Ceratarges spinosus.
Dévonien du Maroc au musée Field d'Histoire Naturelle de Chicago.

Ceratarges est un trilobite de petite taille avec une longueur moyenne de 2 à 3 cm. Il est célèbre pour ses nombreuses et longues épines arquées, longues parfois de près de 2 cm, portant souvent de petites épines secondaires. Sur certains sites, comme au Maroc, ces épines sont bien conservées, donnant un aspect spectaculaire aux fossiles qui font l'objet d'un commerce.
La présence de ces épines est connue dans l'ordre des Odontopleurida et chez certains trilobites de celui des Lichida comme Ceratarges.
Il vivait sur les fonds marins avec un régime alimentaire détritivore.

## Espèces
- Ceratarges aries van Viersen & Prescher, 2011[2]
- Ceratarges armatus Goldfuss, 1839, (espèce type)
- Ceratarges berolinensis (Richter, 1909)
- Ceratarges cognatus van Viersen, 2006
- Ceratarges faouensis Morzadec, 1969
- Ceratarges koumalii van Viersen & Prescher, 2011
- Ceratarges spinosus
- Ceratarges ziregensis van Viersen & Prescher, 2011